# Między rabarbarem a pomidorem
Między rabarbarem a pomidorem to nazwa pierwszego i jedynego albumu polskiej grupy Los Trabantos z 2005 roku.

## Lista utworów
1. "Wąż"
2. "Spódniczka"
3. "Słoneczny kraj"
4. "Trabant"
5. "Rzeźnia"
6. "Hiszpański"
7. "Witkacy"
8. "Chryzantemy"
9. "Napad"
10. "Ala 0-700"
11. "Rabatki"
12. "Wuj"
13. "Pani"
14. "Nienawidzę świata"